# Classe Enoshima
La classe Enoshima è una classe di dragamine operativi nella Kaijō Jieitai, che sono entrati in servizio a partire dal 2012. Si tratta di dragamine costieri di concezione tradizionale, ma dotati di attrezzature più avanzate come i veicoli subacquei ROV.

## Progetto e storia
La classe Enoshima è composta da tre dragamine classificati come Minesweeper Coastal (MSC), e chiamati in giapponese  sōkaitei, una parola che indica appunto le unità più piccole impiegate per le operazioni di sminamento.
Lo scafo è stato costruito utilizzando la fibra di vetro e il polimero vinilestere, che combinati realizzano una vetroresina sufficientemente resistente adatta alle costruzioni navali, e ideale per i dragamine che necessitano di un isolamento elettromagnetico.

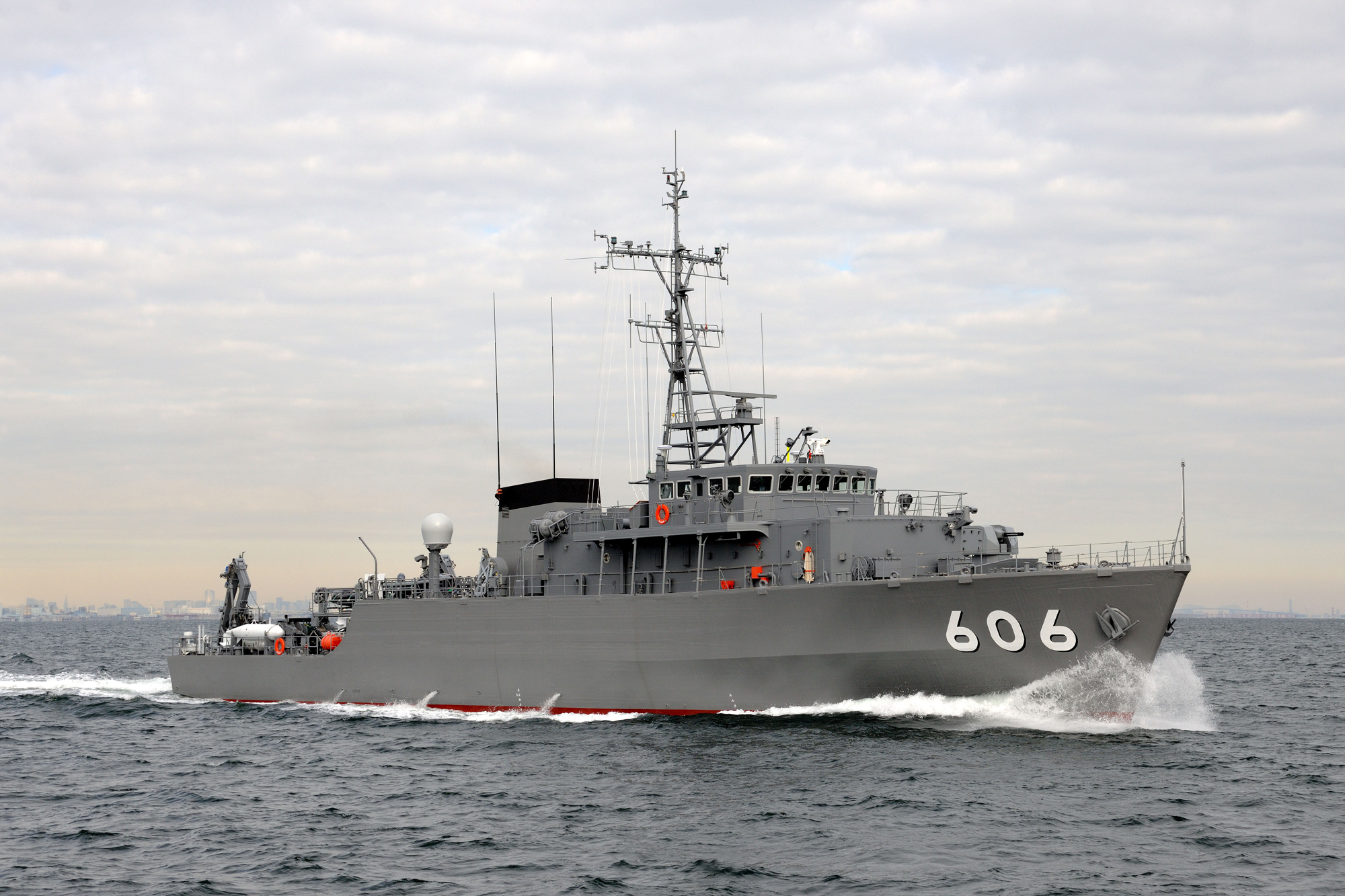
La terza unità Hatsushima (MSC-606).

## Dotazione elettronica
La dotazione elettronica comprende un radar di scoperta di superficie Japan Radio OPS-39, un rilevatore di mine ZQS-4, un sonar a scansione laterale Model 4. Inoltre sono installati un dispositivo di elaborazione delle informazioni OYQ-201, un sistema per le comunicazioni satellitari NYRQ-1, e un router wireless offshore ORQ-2.

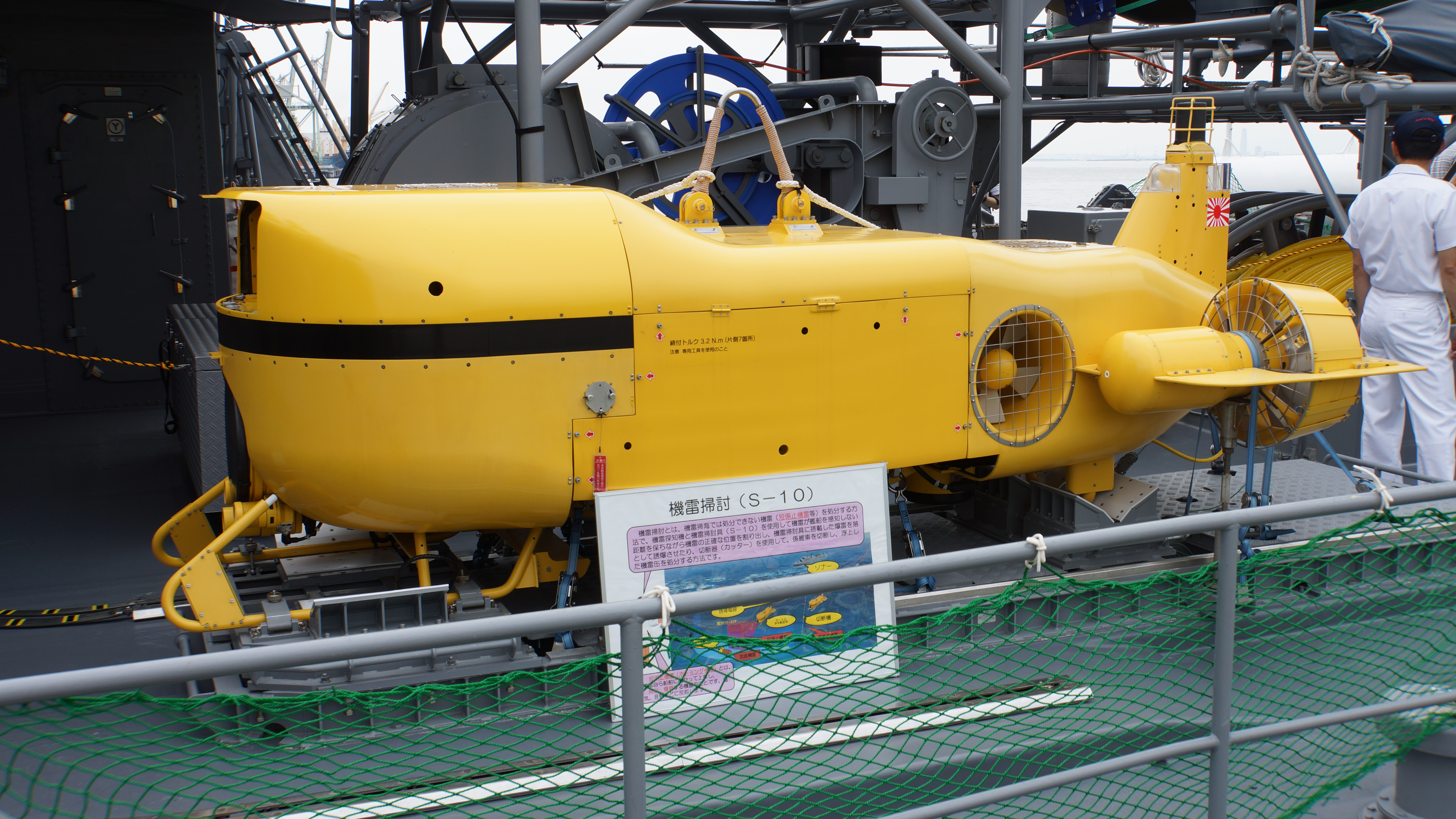
Il veicolo sottomarino S-10.

L'equipaggiamento è  arricchito infine dai veicoli sottomarini ROV per la ricerca delle mine modello S-10.